# Симулятор PIPESIM

Приклад розрахунку моделі свердловини з встановленими і розставленими клапанами по глибині.

Симулятор PIPESIM з моделювання багатофазного усталеного (стаціонарного) потоку покликаний вирішувати питання, пов'язані з потоком флюїду, і оптимізувати його видобуток.

## Вступ
PIPESIM — лідируючий в галузі інструмент моделювання стаціонарного багатофазного потоку, що забезпечує точне моделювання різних сценаріїв і умов видобутку флюїду.
PIPESIM був вперше випущений в 1984 році і орієнтований на проектування виробничих систем, що знаходяться в суворих кліматичних умовах таких, як Північне море. PIPESIM безперервно удосконалювався, розширюючи можливості.
PIPESIM дозволяє оптимізувати систему видобутку протягом усього життєвого циклу родовища за допомогою застосування новітніх наукових рішень, спрямованих на вирішення проблем забезпечення заданого рівня видобутку.
Для точного моделювання в основі PIPESIM лежать сучасні наукові підходи в областях:
- -Багатофазної течії
- -Теплопередачі
- -Поведінки рідин

## Основні можливості ресурсу[1][2]
Моделі потоку враховують ефект проковзування і режими течії, характеристики пробок і втрати тиску на всьому виробничому шляху. Завдяки даним опціям користувач може моделювати і управляти системами збору і розподілу флюїду на нафто-газо-конденсатовидобувному підприємстві.
Типові завдання, які вирішуються за допомогою програми Pipesim:
-Підбір оптимального розміру ліфтових труб / обсадних колон
-Моделювання припливу з пласта (модель закінчення) з детальним розрахунком скін-фактору
-Моделювання водо- або газонагнітальних свердловин
-Вибір оптимального розташування і конфігурації перфораційних систем
-Визначення оптимальної довжини горизонтального стовбура
-Моделювання багатопластових свердловин, включаючи ефект перетікання між зонами
-Оптимізація видобутку інтелектуальних свердловин за допомогою моделювання керованих свердловинних клапанів
-Обчислення очікуваного приросту продуктивності внаслідок зниження скін-фактора
-Діагностика накопичення рідини на вибої газових свердловин і оцінка заходів для усунення проблеми
-Настройка параметрів закінчення і профілю температури-тиску на промислові дані з використанням автоматичних регресій
-Генерація таблиць Vertical Flow Performance (VFP) для гідродинамічних симуляторів
-Виконання детального аналізу чутливості для визначення параметрів, що найбільш сильно впливають на видобуток і продуктивність свердловин
-порівняння різних методів механізованого видобутку і вибір оптимального режиму (штангові свердловинні насосні установки (ШСНУ), гвинтові насоси кавітаційного типу, ЕЦН, Газліфт)
-Проектування систем механізованого підйому флюїду (штангові, гвинтові, електровідцентрові насоси, газліфт)
-Моделювання ефектів від нагнітання газу по гнучких насосно-компресорних трубах
-Ідентифікація проблем, пов'язаних зі стабільністю подачі потоку, таких як ерозія, корозія, утворення твердої фази (солі, гідрати, парафіни, асфальтени)
-Моделювання трубного, затрубного або змішаного потоку.

## Вузловий аналіз в PIPESIM
Вузловий аналіз в PIPESIM  дозволяє побудувати графіки припливу-відтоку в будь-якій точці системи і виконати аналіз чутливості по будь-якій системній змінній, забезпечуючи розуміння того, де є можливості збільшення дебіту. На додаток до вузлового аналізу PIPESIM пропонує цілий ряд інших опцій для широкого кола робочих процесів свердловинного моделювання. Зокрема, робочі процеси в моделях окремої гілки, профіль температури / тиску, розраховує ряд змінних (витрата, розподіл тиску, властивості рідини, теплофізичні властивості, характеристики багатофазних потоків, параметри забезпечення потоку і т.д.) на всьому шляху течії флюїду. Визначення невідомих граничних умов: тиск або витрата Умови роботи обладнання при відомих тиску і витраті. Вузловий аналіз включає стандартний аналіз продуктивності свердловини, який також може бути застосований для системи простого трубопроводу. Практичне застосування даного виду аналізу включає дизайн свердловини і закінчення, вибір і дизайн типів механізованого видобутку, розміри обладнання, виявлення «вузьких місць» системи, аналіз забезпечення потоку та ін.